# Rachel Zylberberg
Rachel Lea (Sarenka) Zylberberg (ur. 5 stycznia 1920, zm. 8 maja 1943) – aktywistka ruchu oporu i uczestniczka powstania w getcie warszawskim. Uważa się, że odegrała znaczną rolę w zachęcaniu do buntu Żydów w getcie przeciwko Niemcom. Zylberberg należała do syjonistyczno-socjalistycznego ruchu młodzieżowego Ha-Szomer Ha-Cair. Po niemieckiej inwazji na Polskę opuściła Warszawę na początku II wojny światowej i udała się do Wilna w północno-wschodniej części przedwojennej Polski (obecnie na Litwie), następnie wraz z Chajką (Chaikeh) Grossman wróciła do Warszawy i współtworzyła żydowski ruch oporu przeciwko Niemcom.
Zylberberg należała do grona przywódców powstania w getcie, którzy wrócili do oblężonego getta, zamiast z niego uciekać. Była jedną z pierwszych osób, które szerzyły wiedzę o niemieckim planie wymordowania Żydów (całkowitej zagładzie). Zylberberg wielokrotnie przekonywała Mirę Fuchrer, narzeczoną Mordechaja Anielewicza, a ostatecznie samego Anielewicza, a także innych liderów żydowskich w Warszawie do stawiania oporu Niemcom w sytuacji niemieckiego planu wymordowania Żydów Warszawy, Polski i Europy.
Aby ponownie wejść do oblężonego getta i dołączyć do grupy bojowej Ha-Szomer Ha-Cair, zostawiła córkę Maję, której późniejsze losy nie są znane. Zginęła w bunkrze pod budynkiem przy ulicy Miłej 18 w Warszawie. Dziś stoi tam kamień – symboliczny nagrobek jej i około 50 innych żydowskich bojowników, którzy zginęli wraz z nią.
Zylberberg była bardziej znana jako Sarenka, co na hebrajski tłumaczy się jako Ofra.

## Dzieciństwo i edukacja
Rachel Zylberberg urodziła się w Warszawie 5 stycznia 1920 r. w rodzinie ortodoksyjnych Żydów: Aleksandra Zylberberga (recte Sendera) i Maszy z domu Nordwind. Jej rodzice prowadzili sklep mleczarski przy ulicy Nowolipki 37, a następnie przy Nowolipkach 40A. Rachela Zylberberg uczęszczała do Gimnazjum Żydowskiego, a następnie liceum „Jehudyjah” na ul. Długiej, które ukończyła w 1939 roku. W okresie szkolnym dołączyła do Ha-Szomer Ha-Cair, gdzie ostatecznie została członkinią „brygady frontowej” wraz z Mordechajem Anielewiczem, przyszłym dowódcą powstania w getcie warszawskim.
W szkole wyróżniała się w nauce i w sporcie oraz była znana ze zdolności organizacyjnych. W 1938 r. została liderką grupy młodszych uczniów. Maturę uzyskała w dniu wybuchu II wojny światowej, tj. 1 września 1939 r. podczas niemieckiej inwazji na Polskę. Dwa i pół tygodnia później (17 września 1939 r.) ZSRR zaatakował Polskę od wschodu.

## Na sowieckiej Litwie
Zylberberg wraz z siostrą Rut uciekła przed niemieckim atakiem do wschodniej Polski. Początkowo przybyły do Kiejdan, które w tym czasie znajdowały się pod kontrolą ZSRR. Dołączyła tam do kibucu Ha-Manof. Ostatecznie przeniosła się do Wilna i dołączyła do tamtejszego kibucu Ha-Szomer Ha-Cair. Mieszkała w Wilnie z narzeczonym, Moszem Kopito. Kopito był przyjacielem Mordechaja Anielewicza; obaj przyłączyli się do ruchu znacznie wcześniej.

W dniu 22 lutego 1941 r. urodziła się Maja – córka Rachel (Sarenki) Zylberberg i Moszego Kopito. Równo 4 miesiące później, tj. 22 czerwca 1941 r., w ramach operacji pod kryptonimem Operacja Barbarossa armia niemiecka zaatakowała pozycje radzieckie we wschodniej Polsce. Rachel opisała później „deportację” Żydów z getta do pobliskich Ponar, na przedmieściach Wilna, gdzie Niemcy i ich litewscy kolaboranci dokonali masakry. Pisała: 

To była noc horrorów. My – członkowie HaSzomer HaCair – ukryliśmy się w jednym mieszkaniu. Słyszeliśmy głosy dochodzące z ulicy. Pojazdy Niemców zatrzymywały się i wówczas słyszeliśmy głosy, krzyki, strzały, i rozdzierający serce płacz. W ten właśnie sposób ewakuowali ulicę po ulicy. Dokąd? Do lasów w pobliżu miasta, Ponar [Ponary], bez wątpienia doliny rzezi.

 Zylberberg przeniosła się do kryjówki w polskim klasztorze dominikanek położonym w lesie, ok. 6 km od Wilna (zob.: Anna Borkowska (Siostra Bertranda), polska Sprawiedliwa wśród Narodów Świata, która ją uratowała). Według świadectw Zylberberg przebywała tam wraz z Abą Kownerem i Józefem Szamirem. Łącznie w klasztorze ukryło się od 15 do 20 Żydów. Tam też powstał pomysł powstania oparta na deklaracji Kownera: „Nie idźmy jak baranki na rzeź!”. Kontakt między powstańcami Ha-Szomer Ha-Cair a klasztorem katolickim zorganizowała Jadwiga Dudzic z pomocą Ireny Adamowicz, uznanej później przez Jad Washem za polską Sprawiedliwą wśród Narodów Świata.
Po tym, jak Mosze Kopito został zamordowany przez Niemców, gdy próbował kupić mleko i zapasy dla córki, Zylberberg umieściła córkę Maję pod przybranym nazwiskiem Jadwiga Sogak w sierocińcu w Wilnie. Dalsze losy Mai nie są znane do dziś. Być może przeżyła Zagładę Żydów.
W tym czasie kierownictwo Ha-Szomer Ha-Cair w Wilnie postanowiło wysłać Zylberberg z powrotem do Warszawy. Chajka Grossman została wydelegowana przez ruch, aby sprowadzić Sarenkę z powrotem do stolicy (Warszawy). Zylberberg przebrała się za dziecko Grossman, mimo że obie były młode, ale Grossman była z nich obu starsza. Grossman napisała o tym później:

Tym razem nie przyjechałam do Warszawy sama. Przyjechałem z Sarenką. Musiałam przewieźć Sarenkę z Wilna do Warszawy, po katastrofie z Moszem Kopito, jej przyjacielem. Postanowiliśmy przenieść ją do jej warszawskiej rodziny i pozwolić jej tam dołączyć do akcji.

Celem powrotu Zylberberg była pomoc rodzinie w prowadzeniu sklepu spożywczego na Nowolipkach w getcie warszawskim i rozpoznanie sytuacji w getcie.

## Powrót do getta warszawskiego i śmierć

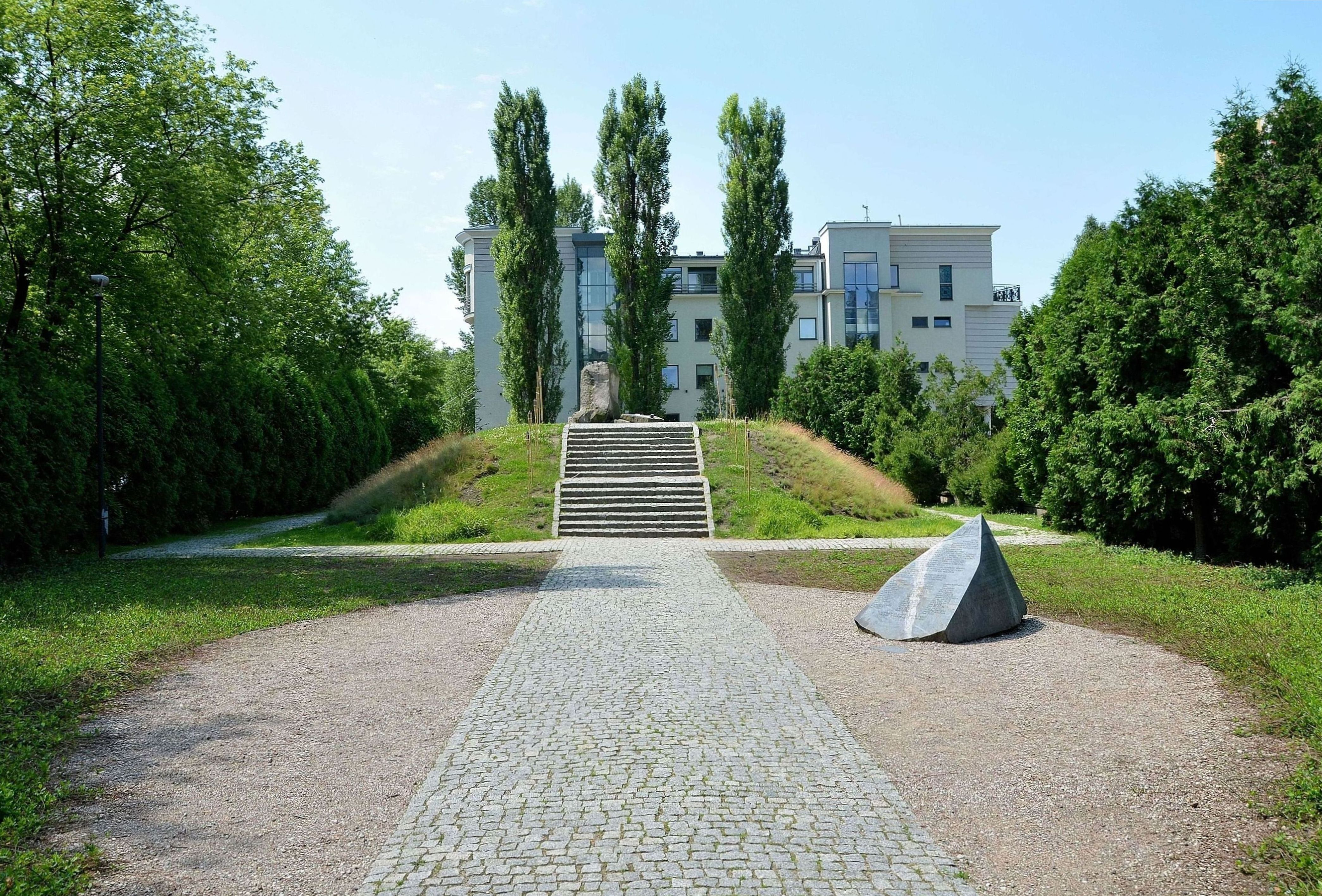
Widok ogólny pomnika bunkra Miła 18 w Warszawie – miejsca śmierci Sarenki Zylberberg.

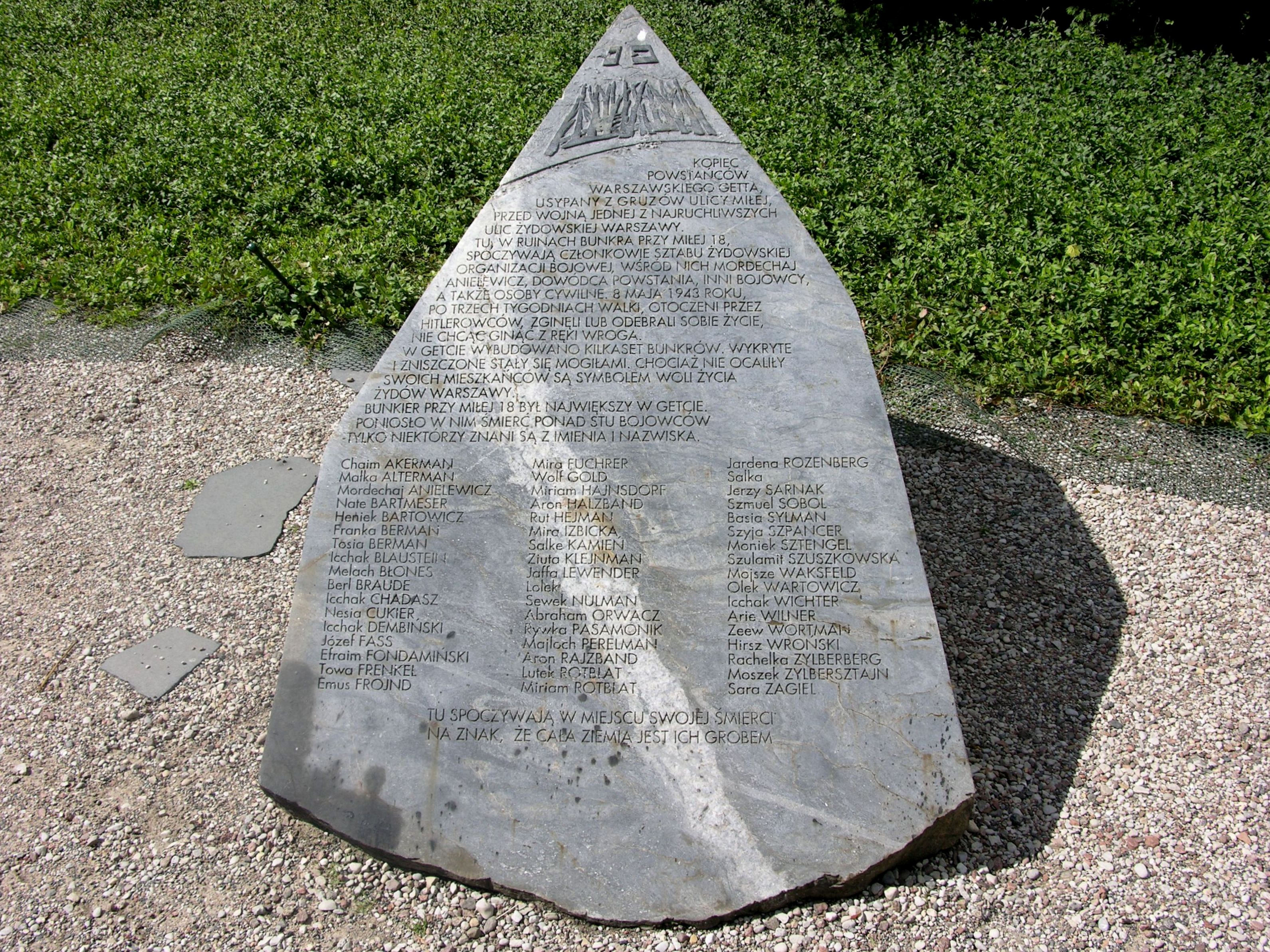
Nazwiska żydowskich bojowników, w tym Racheli (Sarenki) Zylberberg na obelisku pod pomnikiem bunkra Miła 18 w Warszawie. Nazwisko Zylberberg w prawym rzędzie, trzecie od dołu.

W styczniu 1942 roku Zylberberg wróciła do getta warszawskiego. Pracowała w spółdzielni krawieckiej razem z Mirą Fuchrer i Tową Frenkel. Mieszkała przy ul. Nowolipie 40a. Jej powrót miał dwa cele:
1. przekazanie relacji naocznego świadka o metodycznej eksterminacji Żydów w Ponarach niedaleko Wilna; Żydzi warszawscy do tej pory o tym nie wiedzieli;
2. wspieranie buntu przeciwko Niemcom w getcie warszawskim.

Po powrocie do getta dołączyła do podziemia żydowskiego. Zebrała się wokół niej grupa młodych ludzi. Opowiadała im szczegółowo informacje o masakrze niemiecko-litewskiej w Ponarach. Świadectwo składane przez Zylberberg tak opisywała Aliza Wittis Shomron:

Któregoś dnia zwołaliśmy spotkanie naszej brygady z nową młodą delegatką z wileńskiego getta. Wydaje mi się, że nazywała się Sarenka (albo może Rachel?). [...] Przed nami stała młoda kobieta, około 22 lat, w jej włosach już pojawiły się siwe pasemka. W półmroku wyglądała godnie, ale jej oczy były przygaśnięte.

Rachel Lea Sarenka Zylberberg zginęła w bunkrze na Miłej 18. Na kamieniu pamiątkowym pod tym adresem wyryte jest jej imię. W chwili śmierci miała 23 lata.

## Dalsza lektura
- The Book of Jewish Partisans, Volume 2: 707
- Chajka Grossman, „The Underground Activists”. Moreshet Publishers, 1965, s. 109
- Aliza Vitis Shomron, „Youth In Flames”, s. 74–75
- Moshe Domb, „Schmelzownik”, Moreshet Publishers, 2000
- Professor Dinah Porat „Holocaust and War”, s. 71
- Melech Neustadt „Destruction and Rebellion of the Warsaw Jews”, 1946, s. 294–295
- Wywiad z Jackiem Fliederbaumem, Tel Aviv, 2002
- Wywiad z Moshe Dombem, Kfar Menahem, 2001